# Calcio totale

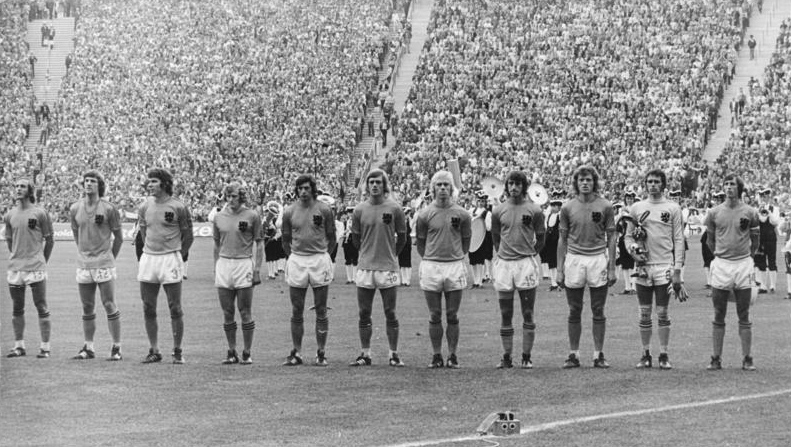
I al

Calcio totale (totaalvoetbal in olandese) è l'espressione con cui nel calcio si definisce quello stile di gioco per cui ogni calciatore che si sposta dalla propria posizione è subito sostituito da un compagno, permettendo così alla squadra di mantenere inalterata la propria disposizione tattica. Secondo questo schema di gioco, nessun giocatore è ancorato al proprio ruolo e, nel corso della partita, chiunque può operare indifferentemente come attaccante, centrocampista o difensore.
Il «calcio totale» è stato anche il primo stile di gioco ad applicare sistematicamente il pressing e la tattica del fuorigioco.

## Storia

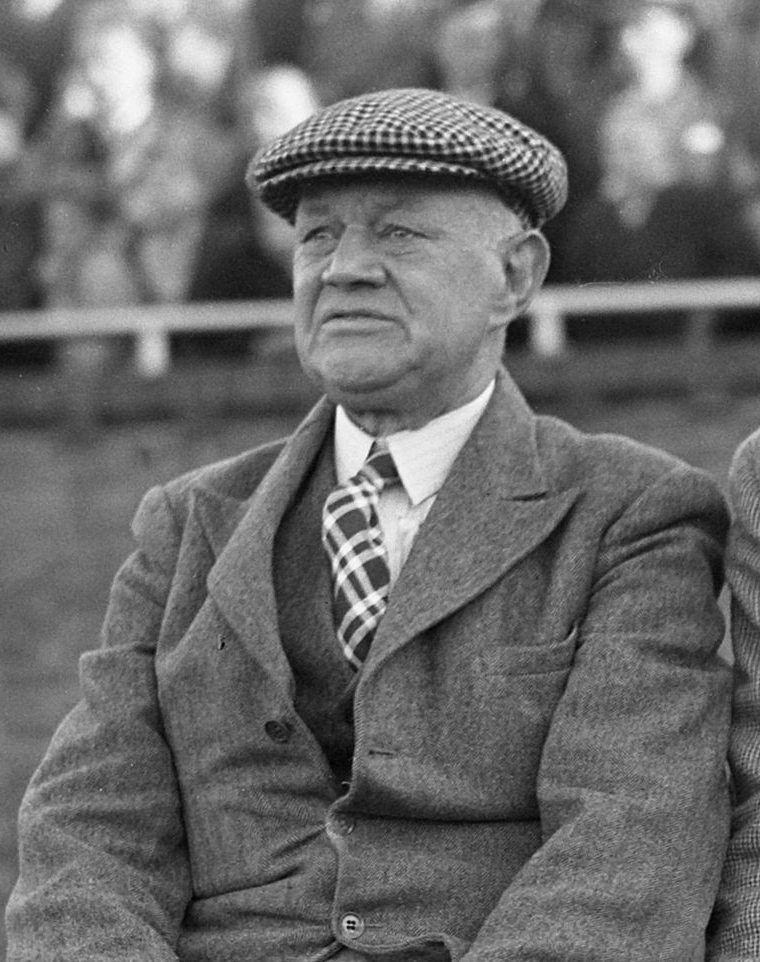
Jack Reynolds

Per quanto la nazionale austriaca degli anni 30 del XX secolo giocasse già una forma primitiva di «calcio totale», le fondamenta di questo stile di gioco furono gettate da Jack Reynolds, allenatore dell'Ajax dal 1915 al 1925 e poi ancora dal 1945 al 1947; altre formazioni anticipatrici di un simile credo tattico furono la Honvéd e la Squadra d'oro ungherese degli anni 50. Tuttavia fu Rinus Michels, già giocatore agli ordini di Reynolds e divenuto lui stesso nel 1965 allenatore dei Lancieri, a definire il concetto di totaalvoetbal così come lo conosciamo oggi diventandone a tutti gli effetti il padre, applicandolo sia nell'Ajax sia nella nazionale olandese. Quando nell'estate del 1971 Michels passò sulla panchina del Barcellona, il «calcio totale» fu portato avanti dal successivo allenatore dell'Ajax Ștefan Kovács, e via via anche in altri paesi europei si cominciò a giocare secondo questo metodo innovativo.

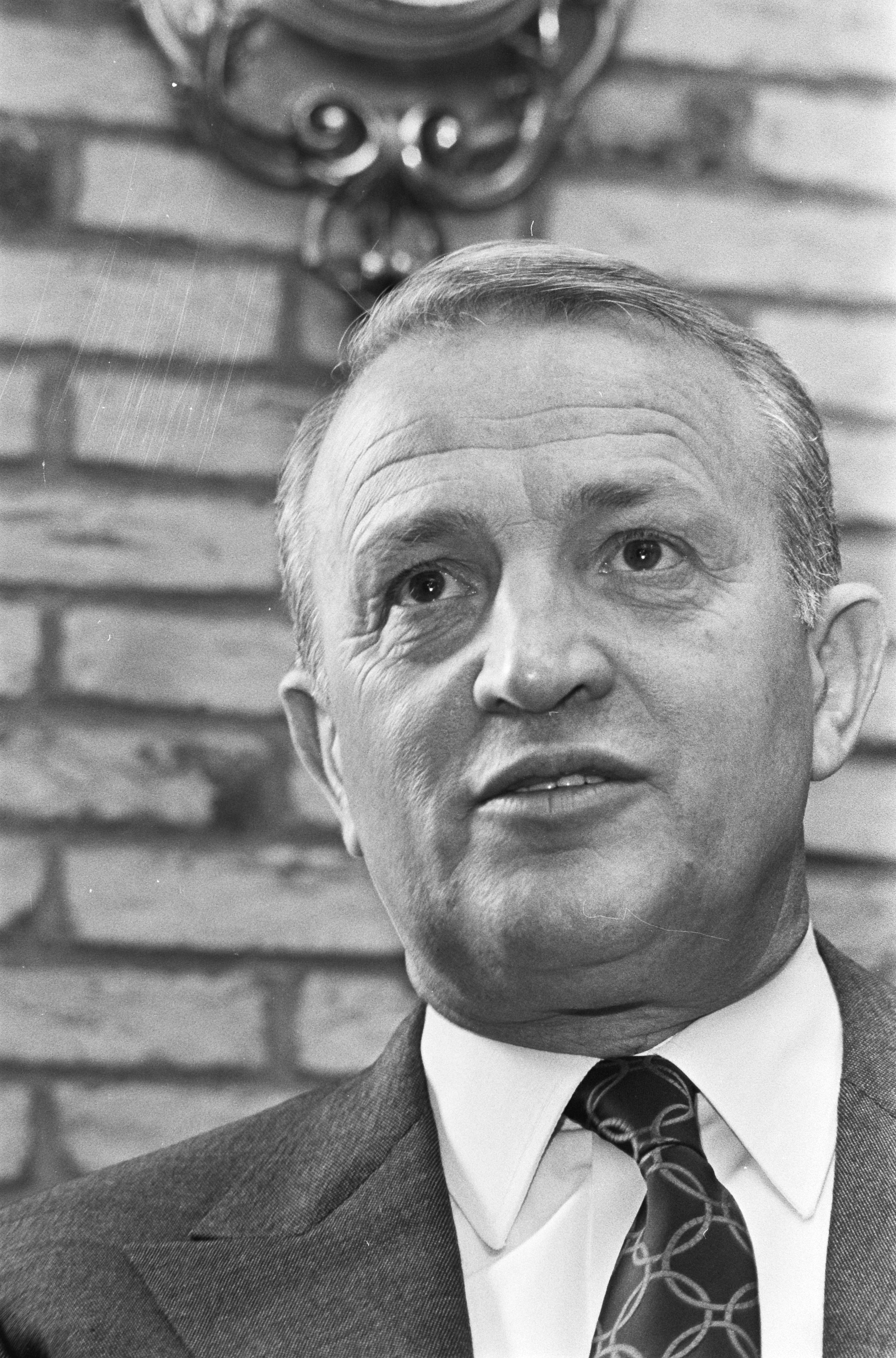
Ștefan Kovács

Divenuto internazionalmente popolare con l'edizione 1969-1970 della Coppa dei Campioni vinta dal Feyenoord guidato in panchina dall'austriaco Ernst Happel, l'espressione più alta del totaalvoetbal comprende un arco di tempo che va dal 1971 al 1974. In quegli anni il «calcio totale» trovò attuabilità grazie alla consacrazione del fuoriclasse olandese Johan Cruijff che, benché venisse schierato solitamente come centravanti, si muoveva in ogni gara a tutto campo a seconda dello sviluppo delle singole azioni, cercando sempre la posizione dove avrebbe potuto essere più pericoloso. I compagni si adattavano ai suoi movimenti, scambiandosi di posizione in maniera regolare in modo che i ruoli fossero comunque tutti coperti, anche se non sempre dalla stessa persona.
Subito dopo aver vinto la Liga spagnola con il Barcellona, Michels guidò la nazionale olandese ai Mondiali del 1974, portando in Germania una squadra divisa in due blocchi (Ajax e Feyenoord). In più, il CT decise di affidare il ruolo di titolare ad un portiere trentaquattrenne non professionista, Jan Jongbloed. I Paesi Bassi arrivarono in finale, superando tra gli altri l'Argentina (4-0) e il Brasile (2-0). Nella finale con la Germania Ovest, gli olandesi passarono in vantaggio su rigore concesso alla fine della prima azione di gioco, senza che i padroni di casa fossero ancora riusciti a toccare il pallone; ma di lì in poi la pericolosità di Cruijff fu fortemente limitata dall'efficace marcatura di Berti Vogts. Franz Beckenbauer, Uli Hoeneß e Wolfgang Overath dominarono il centrocampo e permisero alla Germania Ovest di ribaltare il risultato e vincere la partita con il punteggio di 2-1.

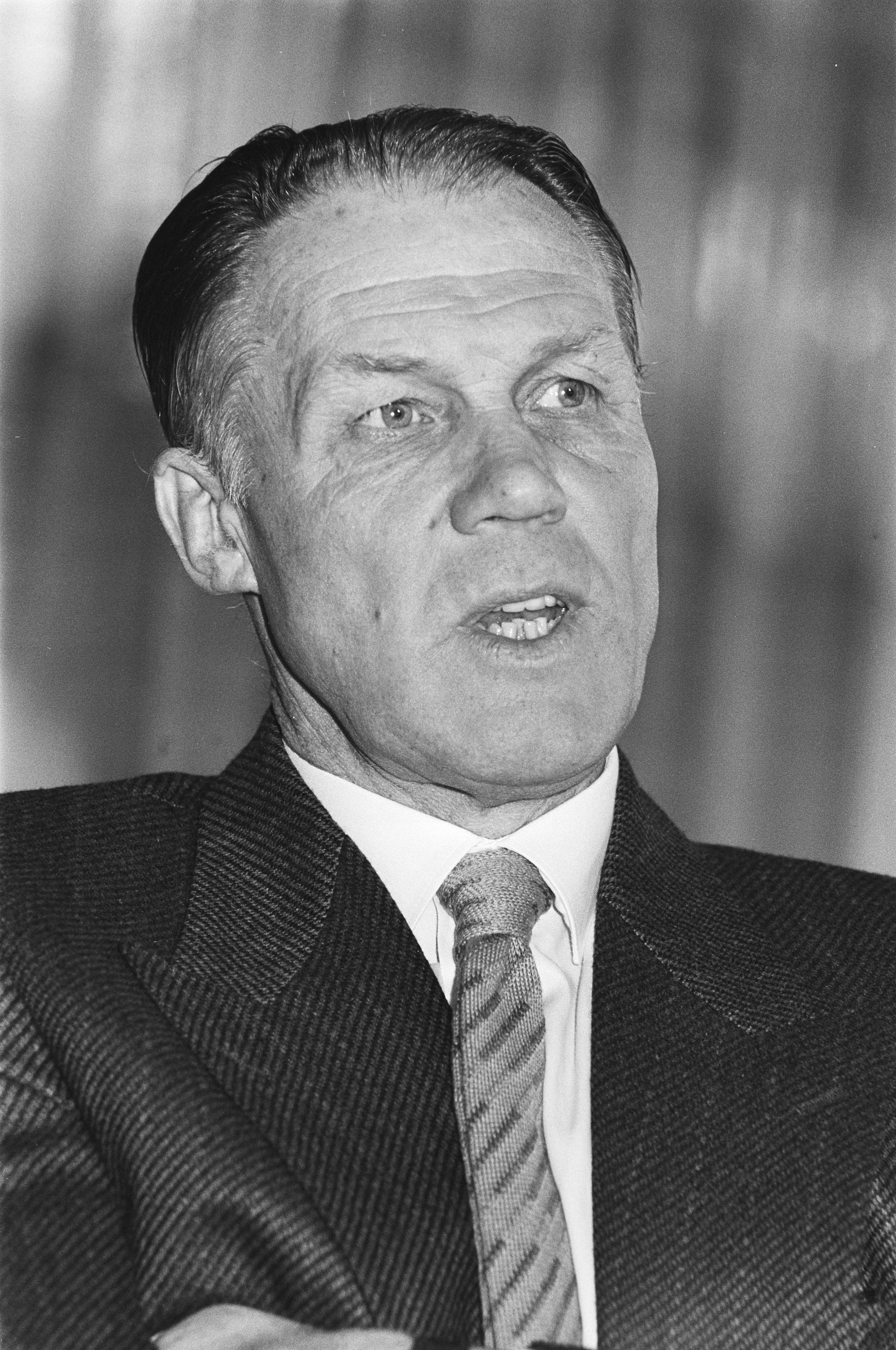
Rinus Michels

Probabilmente anche a seguito di questa sconfitta, così come di quella con l'Argentina quattro anni dopo, si ritiene ancora oggi che il «calcio totale» sia uno stile di gioco bello ma perdente. In realtà, i lancieri di Michels vinsero quattro titoli nazionali e tre Coppe d'Olanda, e nei primi anni 70 il calcio olandese (anche il Feyenoord giocava con lo stesso modulo) vinse quattro Coppe dei Campioni consecutive. In seguito, Valeri Lobanovski, usando però un approccio più scientifico, con la Dinamo Kiev vinse otto campionati sovietici, cinque campionati ucraini, sei coppe dell'URSS, tre coppe d'Ucraina, tre supercoppe dell'Unione Sovietica, due Coppe delle Coppe (1974-1975 e 1985-1986) e una Supercoppa UEFA (1975), perdendo poi con l'Unione Sovietica la finale dell'Europeo del 1988 contro lo stesso Michels seduto sulla panchina dei Paesi Bassi vincitori.

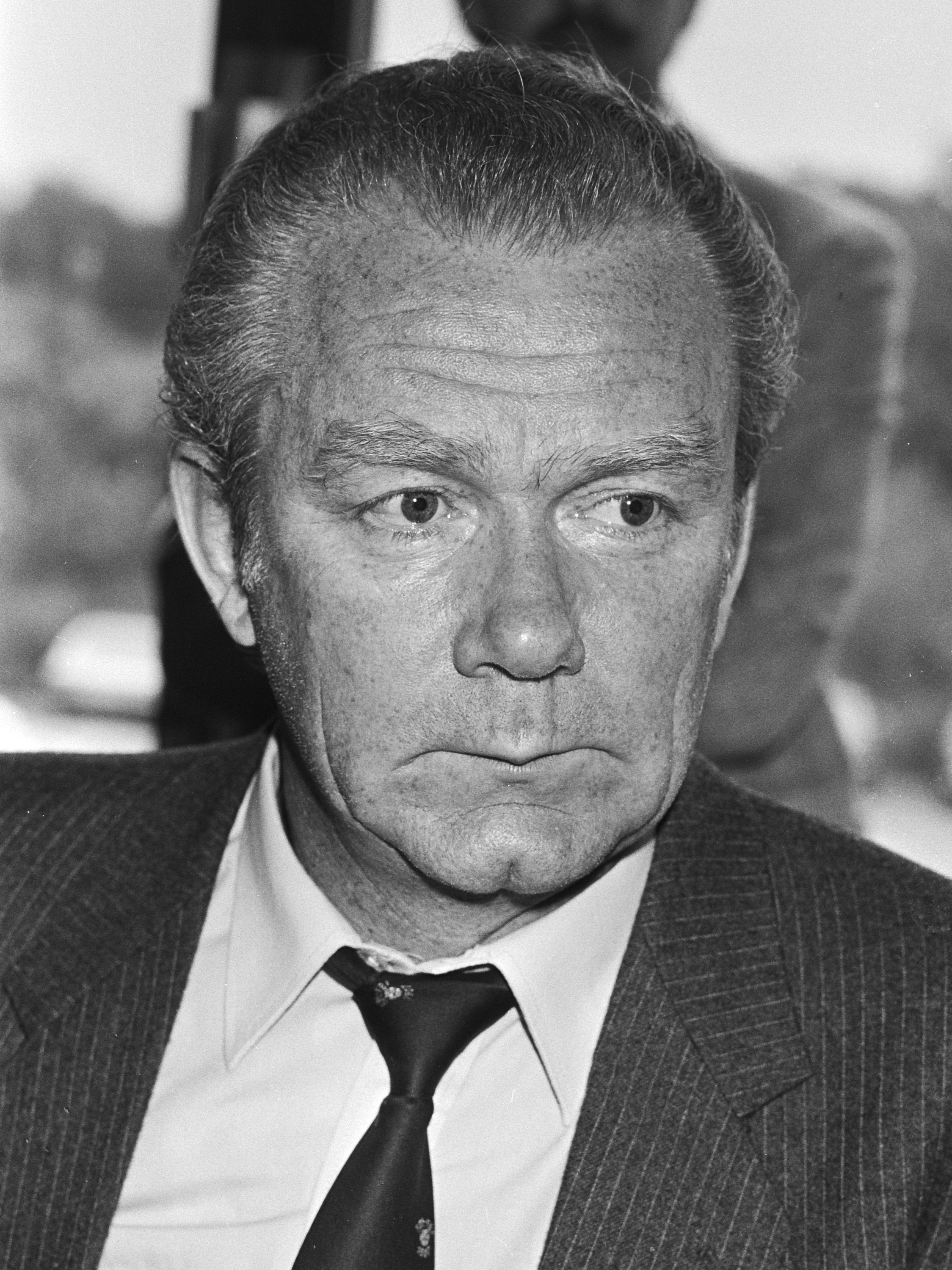
Valeri Lobanovski

Nel calcio italiano, seguace di quest'espressione tattica fu il cosiddetto gioco corto teorizzato da Corrado Viciani, che nei primi anni 70, in un panorama nazionale ancora dominato dai lanci lunghi e dal contropiede, applicò con discreto successo questa filosofia basata sul possesso palla, pressing alto, passaggi corti e sovrapposizioni dapprima alla Ternana e poi al Palermo; a metà del precedente decennio, precursore di tutto ciò può essere considerato il movimiento richiesto da Heriberto Herrera ai giocatori della Juventus, ovvero un'adesione globale alla manovra di gioco da parte di tutti gli undici in campo. Dopo Viciani, l'esempio di un «calcio totale» in salsa italiana venne tentato dal Napoli di Luís Vinício, caratterizzato dalla marcatura a zona, dal Torino di Luigi Radice, basato su un grande pressing, e dal L.R. Vicenza di Giovan Battista Fabbri, concentrato sulla manovra in verticale.
Soprattutto Nils Liedholm con la Roma, nei primi anni 80, fu fra i primi ad adottare con sistematicità la disposizione difensiva a zona sul calco delle nazionali olandese e brasiliana; un concetto ripreso a metà del decennio dal suo successore sulla panchina giallorossa, Sven-Göran Eriksson, il quale già nella precedente esperienza con l'IFK Göteborg aveva basato il proprio sistema di gioco massimizzando il ruolo del pressing e l'uso delle fasce. Principi che saranno potenziati da Arrigo Sacchi durante il suo primo periodo da allenatore del Milan, a cavallo degli anni 80 e 90.

## Calcio totale etiki-taka
È stato osservato come il tiki-taka possa essere interpretato come un'evoluzione dei concetti tattici del «calcio totale» olandese sviluppato da Rinus Michels. La differenza più evidente di questi due schemi di gioco è che, mentre il totaalvoetbal è basato su una completa mobilità e libertà dei giocatori in campo, grazie anche alla loro potenza fisica, il tiki-taka invece si adatta alla natura "fine" del calcio spagnolo, di conseguenza, per sopperire a questa carenza fisica, il gioco viene incentrato su possesso costante del pallone, transizioni lente e passaggi corti, tutto ciò per limitare la durata del tempo della partita dell'avversario, obbligando quest'ultimo a fare pressing costante con conseguente dispendio di energia.
Secondo Raphael Honigstein, il tiki-taka è "un'importante evoluzione del «calcio totale» ma che se ne differenzia principalmente perché si concentra sui continui movimenti rasoterra del pallone piuttosto che dei giocatori. Controllare la palla con calma per lungo tempo significa infatti controllare anche l'avversario, poiché quest'ultimo è impossibilitato a giocare".

### Videografia
- Federico Ferri e Federico Buffa, Storie Mondiali: Arancia Meccanica (1974), Sky Sport, 2014.
- Federico Ferri e Federico Buffa, Storie di Campioni - Buffa Racconta: Johan Cruijff, Sky Sport, 2015.